# Генсбур. Герой і хуліган
«Генсбур. Герой і хуліган» (оригінальна назва фр. Gainsbourg (Vie héroïque) — Генсбур (Героїчне життя)) — французький музично-біографічний фільм-драма 2010 року, поставлений режисером Жоанном Сфаром з Еріком Ельмосніно в ролі Сержа Генсбура. У 2011 році фільм був номінований на французьку національною кінопремією «Сезар» у 8-ми категоріях та був відзначений трьома нагородами, зокрема як найкращий дебютний фільм 2010 року та за найкращу чоловічу роль Еріку Ельмосніно .

## Сюжет
В основі сюжету фільму історія життя Сержа Генсбура, сина іммігрантів з Одеси, геніального поета, шансоньє, кіноактора, режисера та… хулігана.

## У ролях
| • Ерік Ельмосніно    | … | Серж Генсбур                                 |
| • Люсі Гордон        | … | Джейн Біркін                                 |
| • Летиція Каста      | … | Бріжіт Бардо                                 |
| • Даг Джонс          | … | Рожа                                         |
| • Анна Муглаліс      | … | Жульєт Греко                                 |
| • Мілен Джампаной    | … | Бамбу (Кароліна фон Паулюс)                  |
| • Сара Форестьє      | … | Франс Галль                                  |
| • Кейсі Моттет Кляйн | … | молодий Серж Генсбур (Люсьєн Генсбур)        |
| • Резван Василеску   | … | Йосиф Гінзбург, батько Сержа Генсбура        |
| • Дінара Друкарова   | … | Ольга Гінзбург (Бесман), мати Сержа Генсбура |
| • Філіпп Катерін     | … | Борис Віан                                   |
| • Дебора Гралль      | … | Елізабет Левіцьки                            |
| • Йоланда Моро       | … | Фреель                                       |
| • Офелія Колб        | … | модель                                       |
| • Клод Шаброль       | … | продюсер Сержа Генсбура                      |
| • Франсуа Морель     | … | директор інтернату                           |
| • Грегорі Гадебуа    | … | Фіфі                                         |
| • Філіпп Дюкен       | … | Сарсель                                      |
| • Франк Брюно        | … | Плантон Брогаут                              |
| • Жоан Сфар          | … | Жорж Брассенс                                |

## Знімальна група
- Автори сценарію — Жоанн Сфар, Деклан Ме (діалоги)
- Режисер-постановник — Жоанн Сфар
- Продюсери — Марк дю Понтавік, Дідьє Люпфер
- Виконавчий продюсер — Меттью Ґледгілл
- Оператор — Гійом Шифман
- Композитор — Олів'є Дав'є
- Монтаж — Марилін Монтьє
- Художник-постановник — Крістіан Марті
- Художник-костюмер — Паскалін Шаванн
- Художник-декоратор — Ізабель Джирард
- Звук — Данієль Собріно, Жан Гудьє, Сиріл Ольц

## Нагороди та номінації
| Список нагород та номінацій | Список нагород та номінацій | Список нагород та номінацій         | Список нагород та номінацій            | Список нагород та номінацій | Список нагород та номінацій |
| Кінофестиваль/Кінопремія    | Рік                         | Категорія                           | Номінант(и)                            | Результат                   | Дж                          |
| --------------------------- | --------------------------- | ----------------------------------- | -------------------------------------- | --------------------------- | --------------------------- |
| Кінофестиваль Трайбека      | 2010                        | Найкращий художній фільм            | Генсбур. Герой і хуліган               | Номінація                   |                             |
| Кінофестиваль Трайбека      | 2010                        | Найкращий актор                     | Ерік Ельмосніно                        | Перемога                    |                             |
| Кінофестиваль у Кабурі      | 2010                        | «Золотий Сванн» найкращому акторові | Ерік Ельмосніно                        | Перемога                    |                             |
| Премія «Сезар»              | 2011                        | Найкращий фільм                     | Генсбур. Герой і хуліган               | Номінація                   |                             |
| Премія «Сезар»              | 2011                        | Найкращий дебютний фільм            | Генсбур. Герой і хуліган               | Перемога                    |                             |
| Премія «Сезар»              | 2011                        | Найкращий актор                     | Ерік Ельмосніно                        | Перемога                    |                             |
| Премія «Сезар»              | 2011                        | Найкраща акторка другого плану      | Летиція Каста                          | Номінація                   |                             |
| Премія «Сезар»              | 2011                        | Найкраща операторська робота        | Гійом Шифман                           | Номінація                   |                             |
| Премія «Сезар»              | 2011                        | Найкращий монтаж                    | Марилін Монтьє                         | Номінація                   |                             |
| Премія «Сезар»              | 2011                        | Найкращий звук                      | Данієль Собріно, Жан Гудьє, Сиріл Ольц | Перемога                    |                             |
| Премія «Сезар»              | 2011                        | Найкращі декорації                  | Крістіан Марті                         | Номінація                   |                             |
| Премія «Люм'єр»             | 2011                        | Найкращий фільм                     | Генсбур. Герой і хуліган               | Номінація                   |                             |
| Премія «Люм'єр»             | 2011                        | Найкращий режисер                   | Жоанн Сфар                             | Номінація                   |                             |
| Премія «Люм'єр»             | 2011                        | Найкращий актор                     | Ерік Ельмосніно                        | Номінація                   |                             |
| Премія «Магрітт»            | 2011                        | Найкраща акторка другого плану      | Йоланда Моро                           | Номінація                   |                             |
| Кришталевий глобус          | 2011                        | Найкращий актор                     | Ерік Ельмосніно                        | Номінація                   |                             |
| Золота зірка кіно           | 2011                        | Найкращий актор                     | Ерік Ельмосніно                        | Перемога                    |                             |
| Золота зірка кіно           | 2011                        | Найкращий актор-новачок             | Ерік Ельмосніно                        | Перемога                    |                             |